# Within a Mile of Home
Within A Mile Of Home är ett musikalbum av Flogging Molly, utgivet 2004, det är deras tredje studioalbum, efter Drunken Lullabies och Swagger

## Låtlista
1. "Screaming at the Wailing Wall" – 3:41
2. "The Seven Deadly Sins" – 2:50
3. "Factory Girls (med Lucinda Williams)" – 3:51
4. "To Youth (My Sweet Roisin Dubh)" – 3:17
5. "Whistles the Wind" – 4:32
6. "Light of a Fading Star" – 3:52
7. "Tobacco Island" – 5:17
8. "The Wrong Company" – 0:36
9. "Tomorrow Comes a Day Too Soon" – 3:32
10. "Queen Anne's Revenge" – 3:06
11. "The Wanderlust" – 3:31
12. "Within a Mile of Home" – 3:53
13. "The Spoken Wheel" – 2:13
14. "With a Wonder and a Wild Desire" – 3:40
15. "Don't Let Me Die Still Wondering" – 4:17